# Rito antioquino

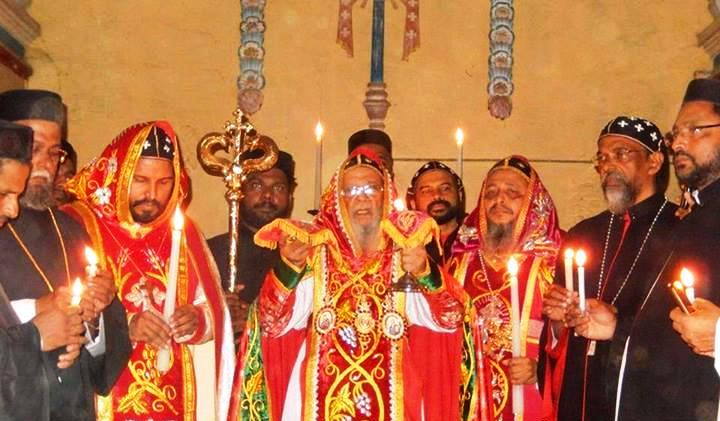
Celebração episcopal da Divina Liturgia de São Tiago pela Igreja Síria Jacobita Cristã.

Rito antioquino ou rito antioqueno designa a família de liturgias usadas originalmente no Patriarcado de Antioquia.

## Liturgia no Rito Antioquino
A família de liturgias inclue as Constituições Apostólicas; em seguida, a de São Tiago, em grego, liturgia siríaca de São Tiago, e as anáforas siríacas. A linha pode ser traçada até o rito bizantino (a antiga liturgia de São Basílio, e a posterior e mais curta liturgia de São João Crisóstomo), e, através deste, o uso armênio. Estas últimas, no entanto, já não interessam ao Patriarcado Ortodoxo Grego de Antioquia.

## Liturgia das Constituições Apostólicas
As Constituições Apostólicas são uma fonte importante para a história da liturgia no rito antioquino. Este texto contém duas estruturas de liturgias, uma no segundo volume e outro no sétimo, e a liturgia completa do oitavo volume das Constituições Apostólicas, que é a forma mais antiga conhecida que pode ser descrita como uma liturgia completa.
Todas as liturgias da classe antioquina seguem o mesmo arranjo daquelas das Constituições Apostólicas. Gradualmente, a preparação da oferenda (prótese, termo igualmente usado para a mesa de credência), antes que a liturgia de fato comece, torna-se um serviço elaborado. A preparação para as leituras (pequena entrada) e o transporte da oferenda da prótese para o altar (a grande entrada) tornam-se procissões solenes, contudo, são a estrutura da liturgia – a missa dos catecúmenos e sua despedida; a ladainha; a anáfora começando com as palavras "bom e justo" e interrompida pelo Sanctus; as palavras da Instituição; a anamnese, a epiclese e a súplica por todos os tipos de pessoas no local; a elevação com as palavras "Coisas santas para o santo"; a comunhão distribuída pelo bispo e pelo diácono (que segura o cálice); e, em seguida, a oração final e despedida – esta ordem é característica de todos os usos sírios e palestinos, e é seguida nas liturgias bizantinas que delas derivam. Dois pontos na liturgia das Constituições Apostólicas devem ser notadas. Nenhum santo é mencionado pelo nome, e não há pai-nosso. A menção dos nomes dos santos e, sobretudo, da "Santa Mãe de Deus", que se espalhou consideravelmente entre os católicos depois do Concílio de Éfeso (431), e as orações que a invocam sob esse título foram então adicionadas a todas as liturgias católicas. As Constituições Apostólicas preservaram uma forma antiga inalterada pelo desenvolvimento que modifica as formas no uso contemporâneo. A omissão do pai-nosso é curiosa e única. Relativamente, não há, de modo algum, relação com a antiguidade. Na Instrução dos Doze Apóstolos (VIII, II, 3) as pessoas são orientadas a orar três vezes ao dia "como o Senhor ordenou em seu Evangelho: Pai Nosso", etc.

## Liturgia grega de São Tiago
Das liturgias antioquinas elaboradas para uso contemporâneo, a mais antiga e original da qual as outras foram derivadas é a liturgia grega de São Tiago. Ela é citada no cânone XXXII do Concílio Quinissexto como tendo sido de fato criada por São Tiago, irmão de Nosso Senhor. O concílio se fundamenta nesta liturgia ao defender o cálice misto em oposição aos armênios. São Jerônimo (morto em 420) parece tê-la conhecido. A certa altura em Belém, ele cita como forma litúrgica as palavras "que sozinho é sem pecado" (Adv. Pel., II, XXIII). O fato de a Igreja Ortodoxa Síria usar a mesma liturgia em siríaco demonstra que ela existia e era bem estabelecida antes do cisma calcedônio. O manuscrito mais antigo é do século X, outrora pertencente ao mosteiro grego em Messina e hoje guardado na biblioteca universitária da mesma cidade.
A liturgia grega de São Tiago segue em todas as suas partes essenciais as das Constituições Apostólicas. Tem orações preparatórias a serem proferidas pelo presbítero e pelo diácono e a bênção do incenso. Então começa a missa dos catecúmenos e a pequena entrada. O diácono profere uma ladainha (’ekténeia), para cada verso da qual o povo responde "Kyrie eleison". Enquanto isso, o presbítero reza uma oração para si mesmo, da qual apenas as últimas palavras são ditas em voz alta. Os cantores recitam o Triságio: "Deus santo, santo e poderoso, santo e imortal, tende misericórdia de nós." A prática do presbítero de orar em silêncio enquanto o povo está ocupado com algo diferente é um incremento posterior. Seguem as leituras, ainda na forma antiga, isto é, trechos longos de ambos os testamentos, depois as preces para os catecúmenos e sua despedida. Entre as preces para os catecúmenos, ocorre uma referência à cruz (Levantai a trombeta dos cristãos pelo poder da cruz venerável e vivificante) que deve ter sido escrita após Santa Helena de Constantinopla tê-la encontrado (c. 326) e que é uma das muitas razões para conectar esta liturgia a Jerusalém. Quando os catecúmenos são despedidos, o diácono diz aos fiéis para "se conhecerem", ou seja, para observarem se ainda há estranhos presentes. A grande entrada que dá início à missa dos fiéis já é uma cerimônia imponente. O incenso é benzido, a oferenda é trazida da prótese para o altar enquanto o povo canta o Cherubikon, terminando com três aleluias. (O texto é diferente do hino querúbico bizantino.) Nesse ínterim, o presbítero reza outra oração em silêncio. O credo é então proferido; aparentemente, no princípio, tinha um formato menor tal qual o Credo dos Apóstolos. As preces do ofertório e a ladainha são mais extensas que na das Constituições Apostólicas. Não há até então qualquer referência a um iconostásio (tela que separa o coro ou o lugar do clero). O início da anáfora é mais curto. As palavras de instituição e a anamnese são seguidas imediatamente pela epiclese; então vêm as súplicas por diversos povos. O diácono lê os díticos dos nomes das pessoas por quem eles oram; então segue a lista dos santos começando com "nossa santíssima, imaculada, aclamada Senhora Maria, mãe de Deus e sempre virgem". Aqui são inseridos dois hinos a Nossa Senhora obviamente direcionados contra a heresia nestoriana. Segue o pai-nosso com uma introdução e embolismo. O Santíssimo é exposto às pessoas com as mesmas palavras que nas Constituições Apostólicas, e então é partido, e uma das partes é posta no cálice enquanto o presbítero diz: "A mistura do santíssimo corpo com o sangue precioso de Nosso Senhor e Deus e Salvador Jesus Cristo". Antes da comunhão, recita-se o Salmo XXIII. O presbítero profere uma oração antes de comungar. O diácono comunica ao povo. Ao invés de "o corpo de Cristo", diz-se: "Aproximai no temor ao Senhor", e elas respondem: "Bendito aquele que vem em nome do Senhor". As hóstias restantes são levadas pelo diácono para a prótese; a ação de graças é mais extensa que a das Constituições Apostólicas.
A liturgia de São Tiago como existe hoje é uma forma mais desenvolvida do mesmo uso que a das Constituições Apostólicas. As orações são mais longas, as cerimônias tornaram-se mais elaboradas, o incenso é usado continuamente, e a preparação já está no caminho para se tornar o serviço complexo da prótese bizantina. Persistem as invocações de santos; mas a estrutura essencial do rito é a mesma. Além das referências à Santa Cruz, uma alusão deixa claro que ela foi originalmente elaborada para a Igreja de Jerusalém. A primeira súplica após a epiclese é: "Nós oferecemos a vós, Ó Senhor, para os Teus lugares santos que tens glorificado pela aparição divina do Teu Cristo, e pela vinda de Teu Espírito Santo, especialmente para o santo e o ilustre Sião, mãe de todas as igrejas e por Tua Santa Igreja Católica e apostólica em todo o mundo". Esta liturgia era utilizada em toda a Síria e Palestina, isto é, por todo o Patriarcado Antioquino (Jerusalém seria feita sé patriarcal apenas no Concílio de Éfeso, em 431), antes dos cismas nestoriano e monofisista. É possível reconstruir uma grande parte do uso da cidade de Antioquia enquanto São João Crisóstomo pregava lá (370-397) a partir de alusões e de citações em suas homilias (Probst, Liturgie des IV. Jahrh., II, I, V, 156, 198). Observa-se então ser praticamente a liturgia de São Tiago: de fato, todas as passagens são citadas, palavra por palavra, como estão em São Tiago ou nas Constituições Apostólicas.
Os Catecismos de São Cirilo de Jerusalém foram escritos em 348; os primeiros dezoito são dirigidos para os "competentes" (photizómenoi) durante a Quaresma, os últimos seis para os neófitos na semana da Páscoa. Nestes, ele explica, além do batismo e do crisma, a sagrada liturgia. As alusões à liturgia são cuidadosamente veladas nos primeiros por causa da disciplina arcani; elas se tornaram muito mais claras quando ele fala para as pessoas recém-batizadas, embora mesmo então ele evite citar a fórmula do batismo ou as palavras da consagração. A partir desses catecismos aprendemos a ordem da liturgia em Jerusalém em meados do século IV. Exceto por uma ou duas minúsculas variações, esta é a liturgia de São Tiago (Probst, op. cit., II, I, II, 77-106). Esta liturgia parece ter sido usada em qualquer idioma, grego em Antioquia, em Jerusalém, e nas cidades principais onde o grego era comumente falado, e siríaco no país. A forma mais antiga preservada é a versão grega. Há um número bastante notável de passagens paralelas entre a anáfora desta liturgia e o cânone da missa romana. A ordem das orações difere, mas quando o grego ou o siríaco é traduzido para o latim, aparece um grande número de frases e cláusulas que são idênticas à missa romana. Foi sugerido que Roma e Síria usavam originalmente a mesma liturgia e que a questão muito controversa da ordem de nosso cânone pode ser resolvida reconstruindo-o de acordo com o uso sírio (Drews, Zur Entstehungsgeschichte des Kanons). Louis Duchesne e a maioria dos autores, por outro lado, são inclinados a conectar a liturgia galicana com a da Síria e a missa romana com o uso alexandrino (Duchesne, Origines du culte de chrétien, 54).

## Liturgias sírias
Após o cisma monofisista e o Concílio da Calcedônia (451), o Patriarcado Ortodoxo Grego de Antioquia, os proto-maronitas (monotelitas) e a Igreja Ortodoxa Síria continuaram usando o mesmo rito. A igreja síria usava apenas o siríaco (todo o seu movimento sendo uma revolta nacional contra o Imperador) originalmente, os melquitas usavam tanto o siríaco quanto sua variante jacobita até as Cruzadas causarem indiretamente uma reforma litúrgica no Igreja Antioquina devido à influência bizantina. A partir desse ponto, a Igreja de Antioquia passou a usar o rito bizantino.
A liturgia siríaca de São Tiago que existe atualmente na Ortodoxa Síria não é a liturgia original usada antes do cisma, a qual ainda é usada pelos maronitas, e sim uma forma modificada derivada pela Ortodoxa Síria para o seu próprio uso. A preparação da oferenda tornou-se um rito ainda mais elaborado. O beijo da paz surge no início da anáfora e, depois do que, a liturgia síria segue a grega, quase palavra por palavra, incluindo a referência a Sião, a mãe de todas as igrejas. Mas a lista de santos é modificada; o diácono comemora os santos "que guardaram sem mácula a fé de Niceia, de Constantinopla e de Éfeso"; cita os nomes de "Tiago, o irmão de Nosso Senhor" separado dos apóstolos e "mais principalmente Cirilo, que era uma torre da verdade, que explicou a encarnação da Palavra de Deus, e Mar Tiago e Mar Efraim, bocas eloquentes e os pilares de nossa Santa Igreja." Mar Tiago é o Baradai, que ajudou a preservar a igreja durante o século VI, e a partir de cujo nome o termo "jacobita" (considerado ofensivo pelos ortodoxos sírios, apesar de utilizada para fins de identificação por suas igrejas associadas na Índia) é derivado (543). A lista de santos, no entanto, varia consideravelmente; às vezes, eles introduzem uma longa lista de seus padroeiros (Renaudot, Lit. Orient. Col., II, 101-103). Esta liturgia contém ainda uma cláusula famosa. Pouco antes das leituras, o Triságio é cantado. Este no rito grego é: "Deus santo, Deus forte, Deus imortal, tende piedade de nós" O rito siríaco acrescenta depois de "imortal", as palavras: "que por nós foste crucificado." Este acréscimo foi feito por Pedro, o Tintureiro (gnapheús, fullos), patriarca sírio de Antioquia (458-471), adição esta rejeitada pela Ortodoxa Oriental e que foi adotada pelos não-calcedônios como uma espécie de proclamação de sua fé. No uso sírio, um número de palavras gregas permaneceram. O diácono diz stômen kalôs em grego e o povo grita continuamente "Kurillison", tal como eles dizem "amém" e "aleluia" em hebraico. Fórmulas litúrgicas curtas constantemente se tornam cristalizadas num idioma e contam quase como exclamações inarticuladas. As fórmulas gregas na liturgia síria demonstram que a língua grega é a original.
Além da liturgia siríaca de São Tiago, a Ortodoxa Síria tem um grande número de outras anáforas, que eles juntam à preparação e à missa dos catecúmenos. Destas anáforas, sabe-se os nomes de 64. Elas são atribuídas a vários santos e bispos ortodoxos sírios; logo, existem as anáforas de São Basílio, São Cirilo de Alexandria, São Pedro, São Clemente, Dióscuro de Alexandria, João Maro, Tiago de Edessa (morto em 708), Severo de Antioquia (morto em 518), e assim por diante. Há também um anáfora reduzida de São Tiago de Jerusalém. Renaudot imprime os textos de quarenta e duas destas liturgias numa tradução latina. Elas consistem de diferentes orações, mas a ordem é praticamente igual a da liturgia siríaca de São Tiago, e são de fato modificações locais. Uma carta escrita por Tiago de Edessa (c. 624) para um certo presbítero chamado Timóteo descreve e explica a liturgia ortodoxa siríaca de sua época (Assemani, Bibl. Orient., I, 479-486). É a liturgia síria de São Tiago. A liturgia dos pré-santificados de São Tiago (usada nos dias de semana da Quaresma, exceto aos sábados) segue a outra de forma bastante próxima. Há a missa dos catecúmenos com a pequena entrada, as leituras, a missa dos fiéis e a grande entrada, ladainhas, pai-nosso, a partilha da hóstia, comunhão, ação de graças, e a despedida. Presumivelmente, toda a oração eucarística é deixado de fora – as oferendas já estão consagradas enquanto estão na prótese antes da grande entrada (Brightman, op. cit., 494-501).

## Contemporaneidade
A Ortodoxa Oriental na Síria e na Palestina ainda usa a liturgia síria ocidental de São Tiago, assim como os católicos sírios. A Ortodoxa Oriental dos dois patriarcados, Antioquia e Jerusalém, tem usado o rito bizantino por muitos séculos. Como a maioria dos cristãos em comunhão com Constantinopla, eles adotaram o rito bizantino (com exceção de pequenos números em jurisdições canônicas que usam reconstruções de liturgias ocidentais). Não é possível dizer exatamente quando os usos antigos foram preteridos em favor daquele de Bizâncio. Teodoro Bálsamo diz que, pelo fim do século XII, a Igreja de Jerusalém seguia o rito bizantino, exemplo este certamente seguido por Antioquia. Existem, no entanto, duas pequenas exceções. Na ilha de Zacinto e na própria Jerusalém, a liturgia grega de São Tiago era usada num dia específico do ano, 23 de outubro, festa de São Tiago, o "irmão de Nosso Senhor". Este costume persiste em Zacinto e, em 1886, Dionísio Latas, metropolita de Zacinto, publicou uma edição dela para fins de uso. Em Jerusalém, até este resquício do uso antigo havia desaparecido. Porém, em 1900, o patriarca Damiano a restaurou para um dia do ano, não 23 de outubro, mas 31 de dezembro. A primeira celebração ocorreu naquele mesmo (em 30 de dezembro excepcionalmente) na igreja do Colégio Teológico da Santa Cruz. Presidiu o arcebispo Epifânio do Rio Jordão, assistido por vários presbíteros. Usava-se a edição de Latas até que o arquimandrita Crisóstomo Papadópulo encomendou uma edição mais correta (Echos d'Orient, IV, 247, 248).
Note-se enfim que os maronitas usam a siríaca de São Tiago com modificações significantes, e que o rito siríaco oriental (usado pela Igreja Assíria do Oriente, pela Antiga Igreja do Oriente e pela Igreja Católica Caldeia), assim como o rito bizantino e as liturgias da Ortodoxa Armênia são derivados daquela de Antioquia.